# 山名師幸
山名師幸（やまな もろゆき）は、南北朝時代から室町時代にかけての守護大名。日野屋形家2代当主。

## 生涯
山名義幸の長男として生まれた。